# Ələkbər Məmmədov
Ələkbər Əmir oğlu Məmmədov, Alakbar Mammadov (in russo Алекпер Амир оглы Мамедов?, Alekper Amir Ogly Mamedov; Baku, 9 maggio 1930 – Baku, 28 luglio 2014), è stato un allenatore di calcio e calciatore sovietico dal 1991 azero, di ruolo attaccante.

## Carriera

### Nazionale
Conta 4 presenze con la Nazionale sovietica.

### Allenatore
Terminata la carriera da giocatore, è stato tecnico del Neftçi e della Nazionale azera.

## Palmarès

### Giocatore

#### Competizioni nazionali
- Campionato sovietico: 4

Dinamo Mosca: 1954, 1955, 1957, 1959